# 白頰布氏脂䲁
白頰布氏脂䲁（學名：Brockius albigenys），為輻鰭魚綱䲁形目脂䲁科布氏脂䲁屬的一個種，分布於中西大西洋巴哈馬至[加勒比海]]南部海域，深度0至15公尺，本魚體壯、頭寬、吻鈍、眼大，眼上方有一根分枝觸鬚，頸背兩側各有2根或2根以上分枝繁多的觸鬚，口大略斜，口頂兩側有齒，側線鱗40-44片，體深褐色，身體有8條淡淡的深色橫帶和一排深色斑點，眼下有一條斜的、黑邊的白橫帶，背鰭前部有一個黑斑，魚鰭、腹部和喉嚨是黃色，背鰭硬棘18枚，第1棘短於後方的棘，背鰭軟條11枚、臀鰭硬棘2枚、臀鰭軟條18枚，體長可達15公分，棲息在珊瑚礁區，雌魚產附著性卵，雄魚會守護卵，幼魚為浮游性，生活習性不明。